# Teutila Cuicatec jezik
Teutila Cuicatec jezik (ISO 639-3: cut), indijanski jezik kojim govori 3 690 Cuicatec Indijanaca (2005) u osam gradova u meksočkoj državi Oaxaca. 
Klasificiran je istoimenoj podskupini (mixtec) mixtečko-cuicatečkih jezika, porodica otomang.

## Vanjske poveznice
- The Kwikateko Language